# Cheilanthes mexicana
Cheilanthes mexicana là một loài thực vật có mạch trong họ Adiantaceae. Loài này được Davenp. miêu tả khoa học đầu tiên năm 1888.

## Hình ảnh

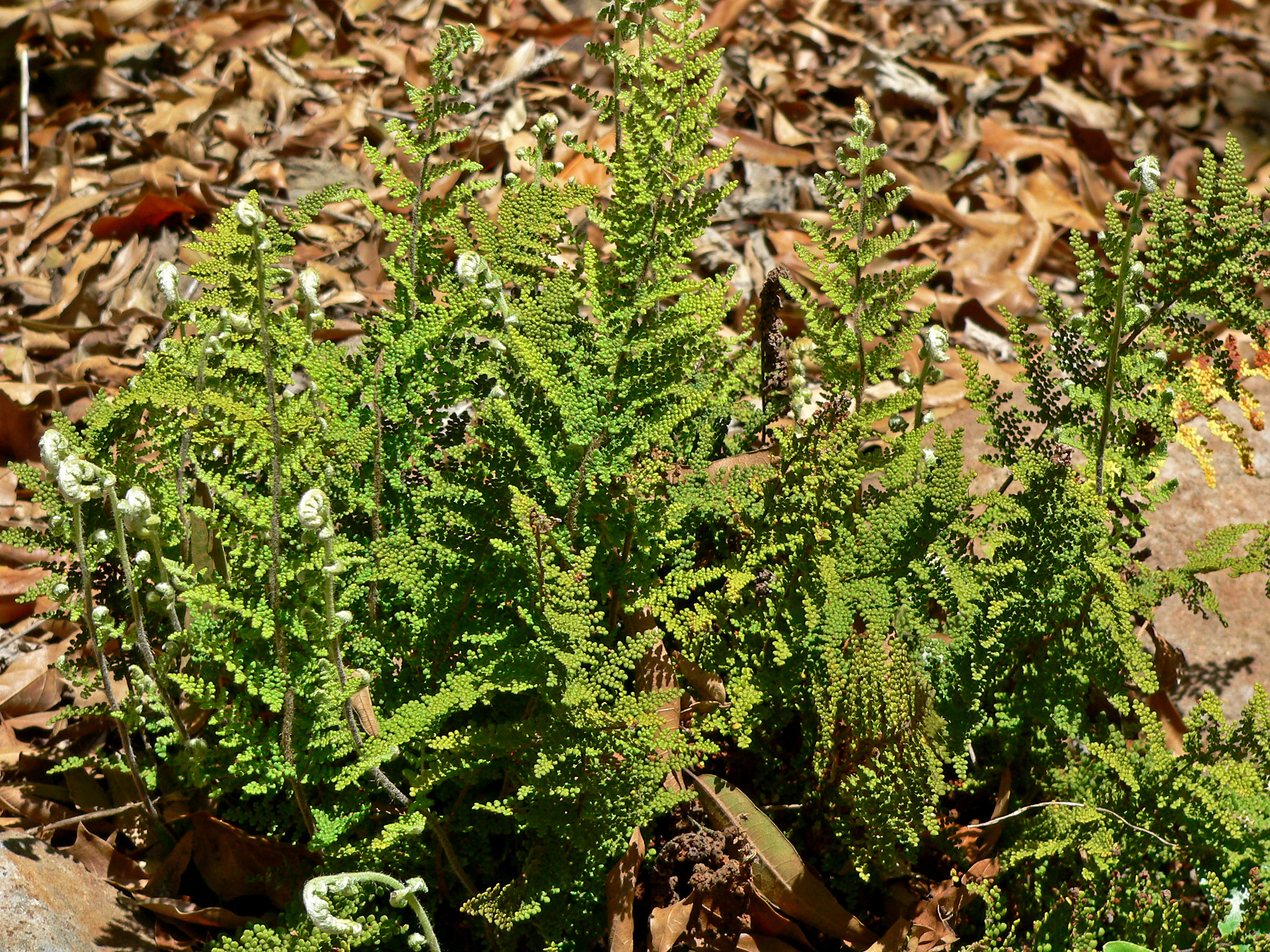
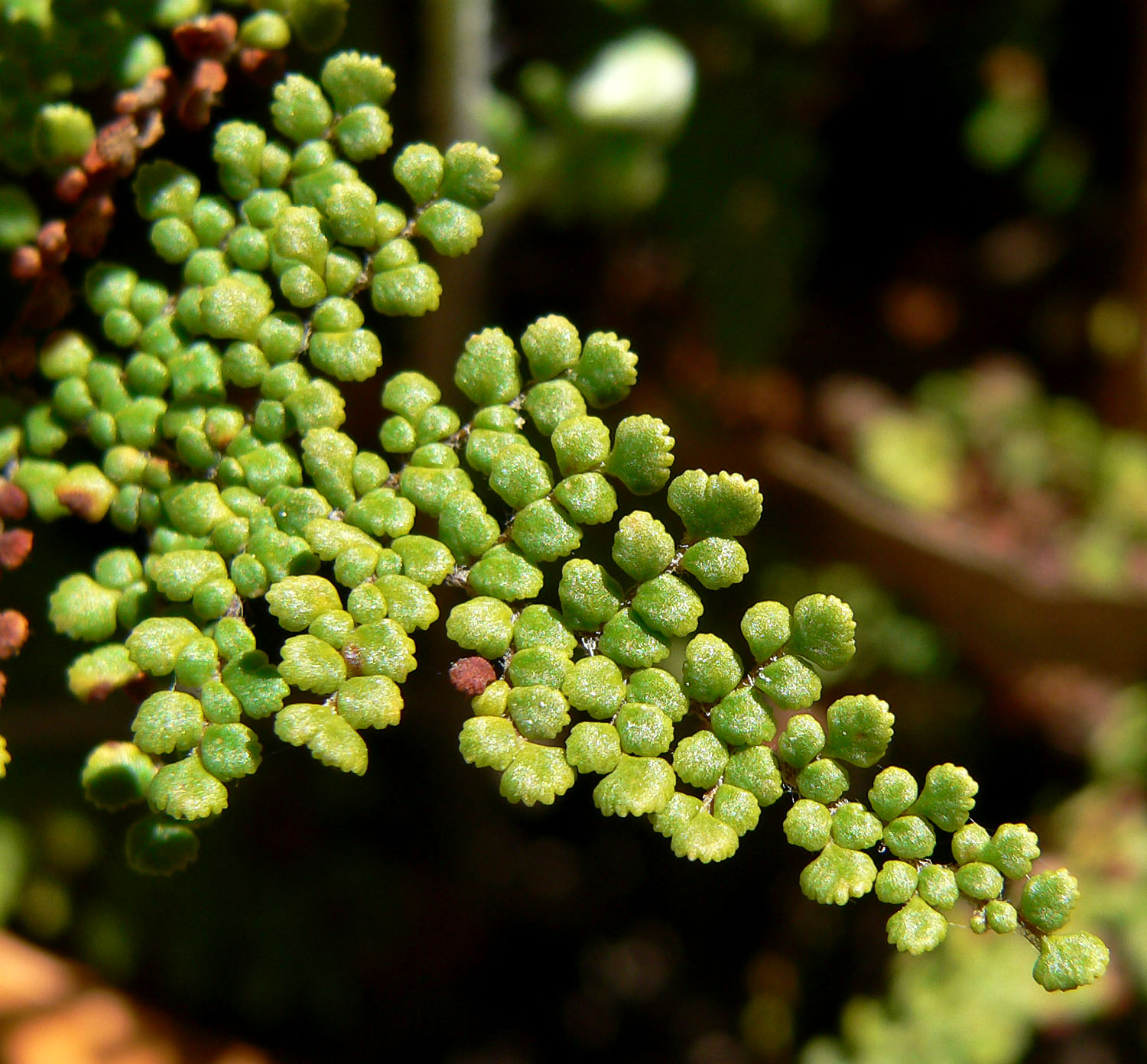
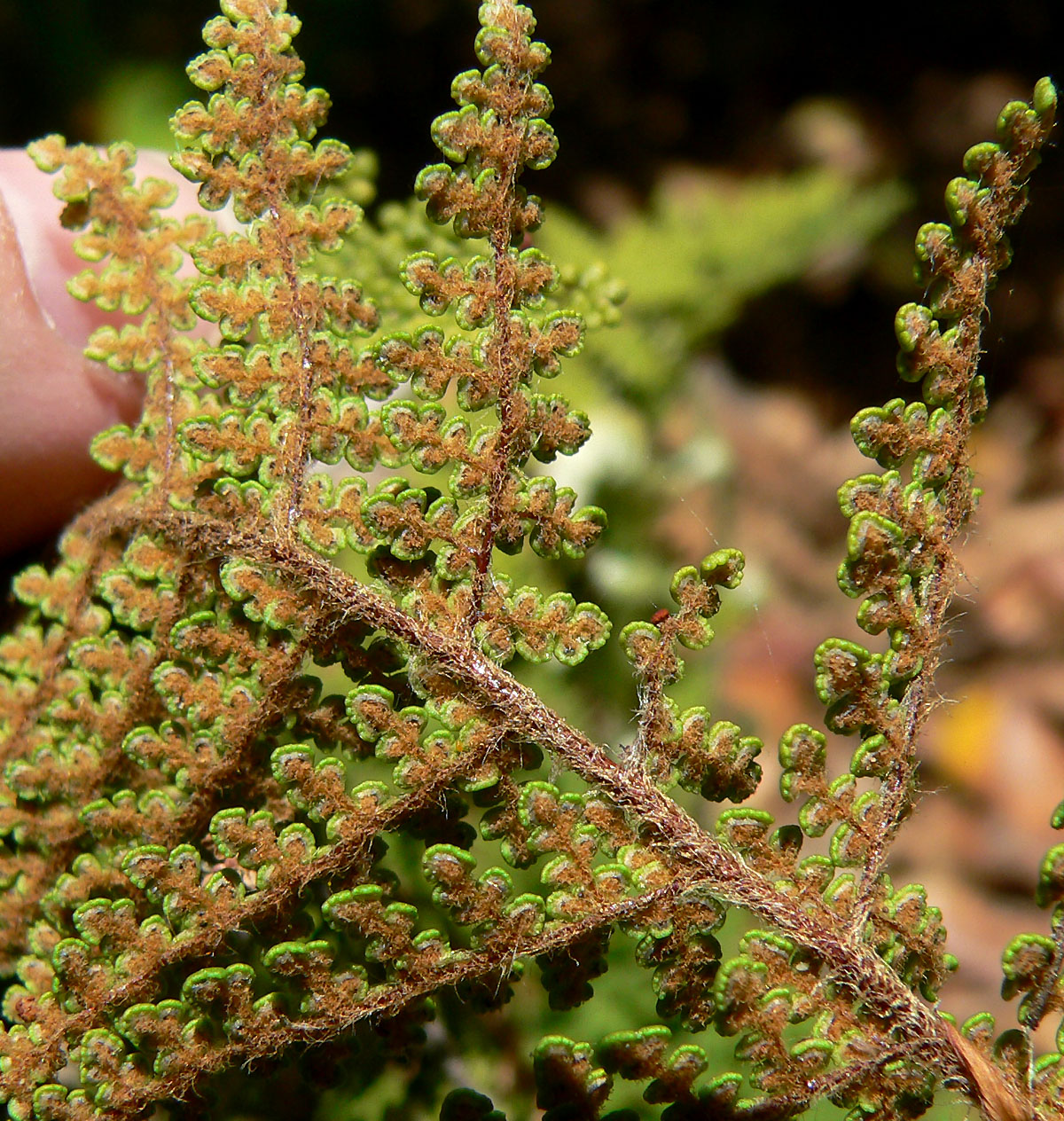